# James McDonald
James Edward McDonald (Duluth, 7 maggio 1920 – Tucson, 13 giugno 1971) è stato un fisico statunitense.
È stato professore di Meteorologia all'Università di Tucson. McDonald è conosciuto anche per la sua attività nel campo dell'ufologia.

## Biografia
Mc Donald è nato e cresciuto a Duluth, in Minnesota. Durante la seconda guerra mondiale ha prestato servizio militare nell'United States Navy. McDonald ha conseguito il bachelor of arts in Chimica all'Università di Omaha, la laurea in Fisica al Massachusetts Institute of Technology e il Ph.D. in fisica alla Iowa State University. Si è sposato con Betsy Hunt, da cui ha avuto sei figli.
Compiuti gli studi, ha prestato servizio per un anno all'Università di Chicago. Nel 1954 diventò assistente di meteorologia all'Università dell'Arizona e nel 1957 fu nominato professore di meteorologia. In seguito divenne nella stessa Università direttore dell'Istituto di Fisica dell'Atmosfera, ma rassegnò le dimissioni dopo un anno perché preferiva insegnare e occuparsi di ricerca piuttosto che avere le incombenze di dirigere il dipartimento. La sua specialità era costituita dalla formazione e fisica delle nubi, ma la sua naturale curiosità lo spingeva ad occuparsi di molti altri campi della scienza. Egli pubblicò molti articoli di meteorologia su riviste scientifiche e contribuì alla scrittura di diversi libri di testo riguardanti la materia. McDonald fu chiamato a far parte del Comitato per le risorse idriche e del Comitato per i cambiamenti del clima. Entrò a far parte dell'American Meteorological Society, dell'American Association for the Advancement of the Sciences e dell'American Geophysical Society. Come fisico dell'atmosfera, McDonald si schierò contro lo sviluppo dei trasporti aerei supersonici, perché temeva che potessero provocare danni allo strato di ozono dell'atmosfera.
Dalla metà degli anni sessanta cominciò ad interessarsi intensamente di ufologia e cercò di promuovere l'interesse della comunità scientifica verso la materia. Egli considerava seriamente l'ipotesi extraterrestre e si scontrò con vari scettici, tra cui Donald Menzel e Philip J. Klass. Klass attaccò violentemente McDonald accusandolo di spendere per ricerche personali sugli UFO un finanziamento che aveva ricevuto dall'Office of Naval Research per condurre studi su alcuni tipi di nubi che potevano spiegare alcuni avvistamenti di UFO; per chiudere la controversia, l'Office of Naval Research decise di interrompere il finanziamento.
La sua posizione in campo ufologico e il suo carattere lo condussero gradualmente ad un isolamento in ambito professionale che ebbe riflessi negativi anche sul suo matrimonio e lo portò ad ammalarsi di depressione. Nell'aprile del 1971 tentò il suicidio sparandosi un colpo di pistola alla testa, ma venne salvato rimanendo però cieco. Nelle settimane successive riuscì a recuperare parzialmente la vista, ma nel mese di giugno dello stesso anno una famiglia di passaggio vicino Tucson scoprì presso il ponte del Cañon de Oro un cadavere che venne identificato per quello di McDonald. Accanto al corpo vennero ritrovate una rivoltella calibro 38 e una lettera contenente propositi di suicidio.

## Attività in ufologia
McDonald vide per la prima volta un UFO nel 1954, mentre viaggiava in auto nel deserto dell'Arizona; questo fatto accese in lui l'interesse per la materia. Verso la fine degli anni cinquanta entrò a far parte del NICAP e cominciò ad interessarsi di avvistamenti segnalati in Arizona. Grazie alla sua specializzazione in meteorologia, era in grado di esaminare i rapporti sugli UFO in maniera più approfondita di altri scienziati e di fornire spiegazioni per casi precedentemente non spiegati.
All'inizio del 1966 egli si recò alla base USAF di Dayton per raccogliere rapporti di osservazioni di UFO che potevano rivestire un interesse meteorologico. Nel mese di ottobre dello stesso anno tenne il suo primo discorso pubblico sugli UFO, nel corso di un'assemblea dell'American Meteorological Society. McDonald disse che a suo parere la maggior parte degli UFO potevano diventare IFO (oggetti identificati) e secondo la sua stima si poteva parlare di casi sconosciuti solo per l'1% dei casi. Egli affermò che la comunità scientifica avrebbe dovuto studiare questi casi sconosciuti e criticò l'USAF per il modo superficiale con cui trattava i casi ufologici.
Nel 1967 McDonald si recò alla base aerea di Wright Patterson per prendere visione degli archivi del Progetto Blue Book e si convinse che l'USAF stava trascurando l'evidenza sugli UFO. Nello stesso anno egli criticò in una conferenza stampa l'operato della Commissione Robertson e accusò l'astronomo Josef Allen Hynek di non avere avvisato la comunità scientifica che il Progetto Blue Book, di cui era consulente, stava trascurando alcuni dei più anomali rapporti di avvistamenti UFO. Hynek rispose che se lo avesse fatto sarebbe stato escluso dalla Commissione, in cui era l'unico scienziato; questo fatto causò tra i due uomini una frattura che non si sarebbe più sanata.
Alla fine degli anni sessanta, McDonald cercò di convincere giornalisti, politici e scienziati che il problema degli UFO era una delle questioni più importanti che la scienza doveva affrontare e per raggiungere il suo scopo scrisse parecchi articoli e tenne decine di conferenze. Egli cercò di sensibilizzare sull'argomento anche l'ONU, a cui inviò una relazione sugli UFO, e il Congresso degli Stati Uniti d'America, davanti a cui tenne un discorso nel 1968.
Nel 1969 egli scrisse una critica dettagliata contro le conclusioni della Commissione Condon. Nello stesso anno fu relatore ad un simposio sugli UFO organizzato dall'American Association for the Advancement of Science.
McDonald riteneva che l'ipotesi extraterrestre fosse la meno insoddisfacente per interpretare i casi non spiegati di UFO. Egli vedeva tale idea non come un fatto assodato, ma come un'ipotesi di lavoro, tuttavia egli non riuscì a convincere il mondo scientifico: come ha ricordato l'astronomo Carl Sagan, "dove McDonald vedeva alieni, altri scienziati vedevano spiegazioni molto più prosaiche.